# Söderkåkar (TV-serie)
Söderkåkar är en svensk TV-serie från 1970, i regi av Bernt Callenbo, efter Gideon Wahlbergs lustspel Söderkåkar. 
Serien utspelas i början av 1930-talet i kåkstaden på Söders höjder i Stockholm. Diverse släktförvecklingar mellan två trätande bröder, Johan och Erik, tillsammans med pigans kärleksbekymmer, formar ett klassiskt folklustspel.
Serien hade svensk TV-premiär den 6 november 1970. Den har visats i repris 1971, 1981, 1989, 2000 och 2008. Serien är publicerad på Svt:s Öppet arkiv.
En känd replik från serien är den värmländska pigan Malins (spelad av Monica Zetterlund) "karlar, det är mitt liv, det se".
Serien är en av titlarna i boken Tusen svenska klassiker (2009).

## Handling
Erik (Börje Mellvig) och Johan (Arne Källerud) är bröder och bor i några gamla kåkar på Södermalm som de har ärvt från sina föräldrar. Erik driver en affärsrörelse och är gift med skådespelerskan Aurore (Marianne Stjernqvist). Tillsammans med dem bor även Aurores systerdotter Maj-Britt (Essy Persson), sedan hennes mor avlidit. Deras livsstil är ståndsmässig och påkostad. På andra sidan gården och under betydligt enklare förhållanden bor Johan med sin hustru Hanna (Gunn Wållgren) och deras son Albin (Tom Deutgen). Albin läser, trots sin enkla bakgrund, till ingenjör och är förälskad i Maj-Britt. Johan har gått den långa vägen och är murarbas på olika byggen på Södermalm. De båda bröderna har med åren glidit ifrån varandra, både vad gäller umgänge och livsstil. Roten till brödernas osämja är den fördelning av arvet som skedde efter deras mors död, där Erik, som hade läshuvud och var moderns favorit, fick den större delen. 
I Eriks och Aurores hushåll bor även den kärlekskranka hushållerskan, Malin (Monica Zetterlund), som uppvaktas av brevbärare (Mille Schmidt) och polismän (Sune Mangs). Hon underhåller sina kärleksaffärer genom att bjuda friarna på snaps i trädgården. Johan och Hanna umgås flitigt med Johans kollega, Larsson (Tor Isedal), och dennes hustru, Jana (Chris Wahlström).
Situationen för Erik har emellertid blivit svår, hans affärsrörelse går dåligt och han är hårt ansatt av lånehajen Josephson (Manne Grünberger). Josephson har för sin del planer på att gifta sig med den betydligt yngre Maj-Britt, vilket även skulle lösa Erik från hans skulder. Maj-Britt är ointresserad men efter påtryckningar från Aurore går Maj-Britt med på arrangemanget. Emellertid ser Erik hur förkrossad Maj-Britt är och uppmanar henne att följa sitt hjärta och gifta sig med Albin. När det står klart för Josephson att Maj-Britt inte kommer gifta sig med honom tillkännager han att han har för avsikt att försätta Erik i konkurs. Vid denna vetskap väljer Erik att ta sitt liv, men räddas i sista stund av brodern Johan. Aurore inser vilken skandal det kommer bli och efter en rendezvous med Josephson väljer hon att stämma möte med honom, för att fly till Paris.
Johan blir djupt berörd av broderns tilltag och förstår att ingen kan hjälpa brodern utom Johan själv. Johan och Hanna har, trots sin anspråkslösa livsstil, stora tillgångar tack vare Johans orörda morsarv och Hannas ekonomiska talang. Johan bestämmer sig slutligen för att rädda Erik undan konkurs. Han får samtidigt reda på att Aurore tänker lämna Erik för Josephson. Johan väljer då att slå två flugor i en smäll och löser Eriks skulder hos Josephsons advokat (Fredrik Ohlsson) samtidigt som han jagar iväg Josephson från mötet med Aurore. Efter ett förtroligt samtal med Johan inser Aurore att  hon har agerat felaktigt och hon återgår till sin man och hon och Johan försonas. Erik får reda på att Johan har räddad honom undan konkursen och de båda bröderna försonas därmed slutligen under Albins examensfest. För första gången på 25 år dukar de långbord tvärs över gården och Albins och Maj-Britts förlovning tillkännages.

## Rollista
- Arne Källerud – Johan Johnsson, murarbas
- Gunn Wållgren – Hanna Johnsson
- Tom Deutgen – Albin Johnsson, deras son
- Börje Mellvig – Erik Jaeson, grosshandlare
- Marianne Stjernqvist – Aurore Jaeson
- Essy Persson – Maj-Britt, hennes systerdotter
- Tor Isedal – Lasse Larsson, snickare
- Monica Zetterlund – pigan Malin
- Sune Mangs – polisman Karlsson
- Mille Schmidt – brevbärare Olsson
- Manne Grünberger – direktör Berndt Josefsson
- Fredrik Ohlsson – advokat Aurelius
- Chris Wahlström – Jana Larsson

## Utgivning
Serien gavs ut på DVD 2006 och finns i SVT:s Öppet arkiv.

### Fotnoter
1. 1 2  Gradvall et al (2009), #282
2. ↑  Söderkåkar på Öppet arkiv